# Sonic Rivals
 (octobre 2019).
Si vous disposez d'ouvrages ou d'articles de référence ou si vous connaissez des sites web de qualité traitant du thème abordé ici, merci de compléter l'article en donnant les références utiles à sa vérifiabilité et en les liant à la section « Notes et références ».
Sonic Rivals est un jeu vidéo de plates-formes / course développé par Backbone Entertainment pour l'éditeur Sega. C'est le premier jeu Sonic à sortir sur PlayStation Portable en 2006. C'est le premier jeu Sonic à être développé par une compagnie canadienne.
Sous ces aspects de jeu de plates-formes se cache un jeu de contre-la-montre contre un adversaire, soit contrôlé par l'Intelligence artificielle, soit par un autre joueur, propre aux jeux vidéo de course.

## Système de jeu
Sonic Rivals est un jeu de course se déroulant à un contre un à travers six circuits, sur une île appelée Onyx Island, qui est en fait l'Île de l'Ange du futur. Ces circuits sont divisés en trois actes, sauf le troisième où il y en a deux. Dans chaque zone, il y a plusieurs obstacles et badniks qui se mettent en travers de la route des coureurs (4 personnages). Certains objets sont sur le chemin pour arrêter le rival (ils peuvent utiliser des congères ou des flèches de glace, de feu, etc). Le 3e acte se déroule contre le boss. À chaque course gagnée, le joueur obtient une carte représentant l'artwork d'un personnage principal, d'un badnik, d'un boss (etc) de tous les jeux Sonic depuis 1991. On peut aussi jouer en mode multijoueur, grâce au mode réseau de la console.

## Personnages
Sonic: Le hérisson le plus rapide du monde a découvert que deux de ses meilleurs amis, Amy et Tails, ont été transformés en cartes par le dr. Eggman, à cause d'un étrange appareil photo. Il doit absolument rattraper Eggman pour pouvoir les retrouver.
Knuckles: Le gardien de l'Emeraude-Mère n'est pas du genre à se laisser faire. Un jour, alors qu'il surveillait son précieux joyau à son autel, il se rendit compte qu'elle avait disparu sous son nez! Très peu de temps après la disparition de l'Emeraude-Mère, il vit qu'une île était mystérieusement apparue dans l'océan. Sentant qu'Eggman était derrière tout ça, il partit sur cette île, qu'il lui était grandement familière, et vit qu'Eggman était déjà là-bas. Celui-ci lui apprit qu'il avait transformé l'Emeraude-Mère en carte. Knuckles va devoir lui aussi poursuivre le docteur pour retrouver son joyau...
Shadow: La Forme de Vie Ultime créée par Gerald Robotnik est de retour. Eggman l'a appelé par transmission codée et lui a dit de venir l'aider, car quelqu'un le poursuit. Shadow utilise son Contrôle du Chaos pour se rendre sur Onyx Island, et découvre qu'Eggman est poursuivi par un hérisson argenté... Après le premier boss, Shadow trouve le docteur étrange, car il ne se souvient plus de cette transmission et persiste à dire qu'il ne l'a jamais appelé. Plus tard, il recevra une transmission de Rouge qui lui dira qu'elle a trouvé quelque chose d'intéressant sur Eggman, mais la transmission est coupée... Il décide de retrouver Eggman pour lui faire dire toute la vérité sur son comportement étrange, et pour savoir ce qui est arrivé à Rouge.
Silver: C'est le nouveau personnage du jeu. C'est un hérisson argenté qui peut utiliser des pouvoirs télékinésique. Lui cherche Eggman pour avoir des renseignements sur une personne qu'il cherche, Eggman Nega. Eggman, lui, dit qu'il ne le connait pas, mais Silver pense que le docteur ment. Il va devoir poursuivre Robotnik pour savoir pourquoi il ment, ce qui l'amènera à rencontrer Sonic, Knuckles, et Shadow. Il apparait aussi dans Sonic the Hedgehog (2006).
Contrairement à certains jeux récents (Sonic Adventure, Sonic Adventure 2, ou Sonic Heroes, il n'y a pas de Last Story où les personnages s'allient pour combattre un boss final en super form. Ils s'entraident juste pour les deux actes de la dernière zone.

## Zones
Les zones sont au nombre de six. Elle reprennent le principe des jeux Sonic sur Mega Drive, c'est-à-dire le fait d'avoir des zones différentes les unes des autres (zone tropicale, ruines, désert, etc.): il y a Forest Falls (Boss : Egg Turtle), la jungle, Colosseum Highway (Boss : Egg Falcon), les ruines, Sky Park, le parc d'attraction, Crystal Mountain (Boss : Egg Lynx), la zone enneigée, Death Yard (Boss : Egg Kong), la base d'Eggman et Meteor base (Boss : Egg Destroyer), le vaisseau spatial d'Eggman, ici au milieu d'un champ de météorites.